# Julia Bianchi
Pour les articles homonymes, voir Julia et Bianchi.
Julia Bianchi, plus communément appelée Julia, née le 7 octobre 1997 à Xanxerê au Brésil, est une joueuse internationale brésilienne de football évoluant au poste de milieu de terrain.

## Biographie
Avec l'équipe du Brésil des moins de 20 ans, elle participe à deux Coupes du monde des moins de 20 ans, en 2014 puis à nouveau en 2016. Lors de l'édition 2014 organisée au Canada, elle joue trois matchs, avec pour résultats un nul et deux défaites. Lors de l'édition 2016 qui se déroule en Papouasie-Nouvelle-Guinée, elle joue quatre matchs. Le Brésil s'incline en quart de finale face au Japon.
Elle participe ensuite avec l'équipe du Brésil aux Jeux olympiques d'été de 2020, organisés lors de l'été 2021 à Tokyo. Lors du tournoi olympique, elle joue deux matchs en phase de poule, avec pour résultats deux victoires.